# ریاب (گناباد)
ریابروستایی در دهستان حومه واقع در بخش مرکزی از شهرستان گناباد، استان خراسان رضوی است. بر اساس سرشماری نفوس و مسکن ۱۳۹۵ جمعیت این روستا ۸۷۴ نفر برابر با ۲۵۱ خانوار بوده است.